# Bernat Vivancos
Bernat Vivancos i Farràs (Barcelona, 1973) es un compositor español y profesor de composición y de orquestación de la ESMUC desde 2003.

## Vida
Hijo de familia de músicos, formó parte de la Escolanía de Montserrat. Después completó sus estudios de piano y composición con Maria Canals y David Padrós en Barcelona. Posteriormente se trasladó a París, para estudiar composición, orquestación y análisis musical con varios profesores en el Conservatorio Nacional Superior de Música y Danza. En 2000 se produjo un punto de inflexión en su carrera, con el descubrimiento de la música del compositor noruego Lasse Thoresen, que le lleva a trasladarse a Oslo para ampliar estudios con él. Esta etapa marcó su estilo musical posterior. Su música se caracteriza por ser rica en colores y texturas, combinando la modalidad de la tradición occidental con la búsqueda de la espiritualidad basada en una inspiración armónica espectral.
En 2007 fue nombrado director musical de la Escolanía de Montserrat, cargo que ocupó hasta el 2014. Fue el compositor invitado de la temporada 2014-2015 del Palacio de la Música Catalana, junto con Arvo Pärt.
Entre los años 2012 y 2013 escribió Requiem, obra para coro y orquesta, que grabó el Coro de la Radio de Letonia en 2015. La estructura de la obra se basa en tres grandes bloques: vida, muerte y luz.
Durante el año 2019 realizó colaboraciones con cantantes pop internacionales, como Rosalía, que en la gala de los Premios Goya cantó un arreglo del tema Me quedo contigo de Los Chunguitos acompañada por el Coro Joven del Orfeón Catalán. También ha colaborado con la cantante Jennifer Lopez en los arreglos corales de la canción Limitless de la gira estadounidense iniciada el 7 de junio de 2019 con el título It's my party: a life celebration.
En 2023 los coros infantiles de la Escolanía de Montserrat y el Cor Veus de Granollers estrenaron su Misa por la paz para dos coros de voces blancas, órgano y percusión. La obra contiene textos propios de la misa en latín como el Kyrie, Gloria, Sanctus y Agnus Dei, mezclados con otros como el Salmo 65, el Padrenuestro en catalán y la canción popular ucraniana Цвіте терен [Florecen las espinas].

## Discografía
- Journées de la composición 2004. Recopilatorio. Orchestre des Lauréats du Conservatoire; Jerôme Laran, saxo; Dominique My, dir. CNSMDP - Conservatoire national supérieur de musique et de danse de París (2004)
- Blanc - Latvian Radio Choir dirigido por Sigvards Klava (Neu Records, 2011)
- In Montibus Sanctis (Escolanía de Montserrat, 2014)
- Requiem - Latvian Radio Choir dirigido por Sigvards Klava (Neu Records, 2016)